# Physocleora rectivecta
Physocleora rectivecta är en fjärilsart som beskrevs av W. Warren 1906. Physocleora rectivecta ingår i släktet Physocleora och familjen mätare. Inga underarter finns listade i Catalogue of Life.